# Oficerska Szkoła Lotnictwa
Oficerska Szkoła Lotnictwa – szkoła lotnictwa Wojska Polskiego w II Rzeczypospolitej Polskiej, działająca w latach 1925–1928, zlokalizowana początkowo w Grudziądzu, a następnie w Dęblinie.

## Historia

### Tło historyczne
Szef Departamentu Aeronautyki Ministerstwa Spraw Wojskowych gen. bryg. pil. Włodzimierz Zagórski planował na lata 1926–1937 rozbudowę polskiego lotnictwa do poziomu 200 eskadr (110 rozpoznawczych, 46 myśliwskich jednomiejscowych, 28 myśliwskich dwumiejscowych i 16 bombowych). Wiązało się to z koniecznością zintensyfikowania szkolenia personelu lotniczego, gdyż dotychczasowy system był nastawiony na uzupełnianie stanów osobowych pozostałych w linii po wojnie polsko-bolszewickiej. Próby ratowania sytuacji poprzez przeszkalanie w 1924 roku obserwatorów na pilotów również nie spowodowały znacznej poprawy stanów osobowych w pułkach polskiego lotnictwa.
Przewidywane stany liczbowe oznaczały, że lotnictwo Wojska Polskiego będzie potrzebować 2780 pilotów, 1066 obserwatorów i 670 strzelców pokładowych. W celu zapewnienia tak licznej obsady personalnej gen. Zagórski zarządził rozpoczęcie przeszkalania na pilotów oficerów innych rodzajów broni oraz zainicjował powstanie w Grudziądzu Oficerskiej Szkoły Lotnictwa (OSL). Szkoła została powołana do życia 5 listopada 1925 roku rozkazem ministra spraw wojskowych gen. Władysława Sikorskiego.

### Tworzenie szkoły
Na lokalizację szkoły wybrano Grudziądz z uwagi na funkcjonowanie tam Wyższej Szkoły Pilotów, po której OSL odziedziczyła lotnisko i przyległe do niego budynki. Pomimo długiej tradycji lotniczej Grudziądza panujące tam warunki nie były właściwe do prowadzenia szkolenia, dlatego też traktowano tę lokalizację jako tymczasową do momentu zakończenia prac w Dęblinie. Nabór do Szkoły odbywał się w trybie konkursowym, ochotnicy musieli wcześniej przejść roczny kurs w Szkołach Podchorążych Rezerwy Piechoty. Planowano wszystkich podchorążych szkolić równocześnie w zakresie pilotażu, jak i obserwacji, jednostkom liniowym pozostawiano ocenę wychowanków szkoły i dalsze doszkalanie zgodnie z indywidualnymi predyspozycjami w charakterze pilota lub obserwatora.
Pierwszy komendant OSL, płk pil. Roman Florer, borykał się z wieloma problemami związanymi z funkcjonowaniem szkoły. Wiele do życzenia przedstawiała płyta lotniska, a sale wykładowe i laboratoria nie posiadały właściwego wyposażenia. Ponadto podchorążowie nie mieli zapewnionych właściwych warunków bytowych, a budynki szkoły mieściły się w różnych częściach Grudziądza, co zmuszało uczniów do maszerowania codziennie po 12 kilometrów. Na pierwszy rok przyjęto ok. 80 podchorążych, z których sformowano oddział szkolny składający się z dwóch eskadr.

### Struktura i kadra
W skład struktury OSL wchodziły jednostki organizacyjne:
- komendantura z ciałem doradczym w postaci Rady Pedagogicznej,
- Dział Nauk, dowodzony przez mjr. pil. Aleksandra Łagunę a następnie przez mjr. dypl. obs. Jerzego Rychłowskiego,
- Oddział Szkolny, dowodzony przez kpt. obs. Stanisława Luzińskiego a następnie przez kpt. pil. Ryszarda Bojankiewicza. W pierwszym roku funkcjonowania OSL składał się z dwóch eskadr dowodzonych przez por. pil. Tadeusza Jabłońskiego i kpt. pil. Karola Orłosia. W grudniu 1926 roku skład Oddziału stanowiły już trzy eskadry, dowodzili nimi kpt. pil. Józef Werakso, kpt. pil. Bernard Adamecki oraz kpt. pil. Karol Orłoś,
- Eskadra Wywiadowcza, którą dowodził kpt. pil. Kazimierz Belina-Brzozowski, a następnie kpt. pil. Karol Orłoś,
- Park Szkolny z komendantem por. pil. Adamem Dubrowskim,
- Dział Administracyjny, kierowany przez kwatermistrza mjr. pil. Władysława Krakowskiego, który jednocześnie był zastępcą komendanta Szkoły.

Kadrę instruktorską stanowili w większości byli wykładowcy i instruktorzy Oficerskiej Szkoły Obserwatorów Lotniczych. Rada Pedagogiczna opracowała program, który zakładał dla uczniów pierwszego roku 618 godzin wykładów oraz 537 godzin ćwiczeń praktycznych, uczniowie drugiego roku mieli odbyć 524 godziny wykładów i 521 godzin ćwiczeń praktycznych. W ramach nauczania odbywały się wykłady, pokazy i ćwiczenia. Wiedzę teoretyczną uczniów sprawdzano podczas repetycji, kolokwiów i seminariów. W miesiącach letnich uczniowie mieli zaplanowane loty – 26 na pierwszym roku oraz 24 na drugim.

### Działanie szkoły w Grudziądzu
Szkoła rozpoczęła pracę 6 listopada 1925 roku. Wkrótce potem, w styczniu 1926 roku, mjr Aleksander Łaguna został zastąpiony przez mjr. Jerzego Rychłowskiego na stanowisku dyrektora działu nauk. Dzięki jego staraniom poprawiły się nieco warunki bytowe uczniów, ponadto zagwarantowano kadrze naukowej prawo do awansów na zasadach obowiązujących w pułkach liniowych. Nauka pilotażu podstawowego została rozpoczęta w kwietniu 1926 roku, tuż po dostarczeniu do szkoły samolotów szkolnych Morane-Saulnier MS.35EP2. Po dziesięciu miesiącach zajęć teoretycznych i praktycznych przewidywano skierowanie podchorążych na miesięczną praktykę do jednostek lotniczych. Po ich ukończeniu, na drugim roku, loty miały być kontynuowane na samolotach Caudron G.III. Na podstawie oceny postępów uczniów Rada Pedagogiczna miała wnioskować do komendanta szkoły o przydzielenie ucznia do dalszego szkolenia w charakterze pilota, obserwatora lub oficera technicznego lotnictwa. Ten okres szkolenia planowano wykonać w dziewięć i pół miesiąca.
Przewrót majowy był weryfikacją kadr Wojska Polskiego oraz planów jego rozbudowy. Na podstawie analizy personelu lotnictwa wojskowego uznano, że występuje w nim dysproporcja na niekorzyść obserwatorów – na 449 pilotów w jednostkach liniowych przypadało ich jedynie 110. Planowane wykorzystanie bojowe lotnictwa zakładało jego podporządkowanie jednostkom naziemnym, na rzecz których miało ono prowadzić rozpoznanie oraz zapewniać łączność kurierską. Płk pil. inż. Ludomił Rayski, Szef Departamentu Lotnictwa MSWojsk., podjął decyzję o zmianie profilu szkolenia w OSL i przejściu na szkolenie jedynie obserwatorów. Ta decyzja, nieprzedstawiona wcześniej uczniom i nieuzasadniona, doprowadziła do wybuchu buntu. Pod kierunkiem pchor. Bronisława Boguskiego uczniowie przygotowali list protestacyjny do Ludomiła Rayskiego i odmówili spożycia posiłku. Władze wojskowe podjęły działania represyjne – dwunastu najaktywniejszych uczestników (nazywanych później „dwunastoma apostołami”) buntu przeniesiono do jednostek piechoty. Pozostałych podchorążych skierowano do pułków lotniczych w celu weryfikacji ich przydatności. Promocję na stopień podporucznika uzyskiwali w tych jednostkach, w OSL oficjalna pierwsza promocja nie odbyła się. Prymusem tej promocji został ppor. obs. Walenty Azarewicz.

### Przeniesienie do Dęblina i zakończenie działalności
Wraz z ostatecznym ukończeniem budynków szkoły w Dęblinie 14 kwietnia 1927 roku OSL została tam oficjalnie przeniesiona. Nowa lokalizacja zaspakajała potrzeby szkoły. Budynki szkolne znajdowały się na obrzeżu nowoczesnego lotniska, sale były wyposażone w nowoczesny sprzęt i pomoce edukacyjne. Dodatkowo ważne było korzystne położenie Dęblina, które zapewniało łatwą komunikację z całym krajem oraz korzystne warunki pogodowe zapewniające dużą ilość dni lotnych. Początkowo warunki bytowe podchorążych oceniano jako „spartańskie”, gdyż szkoła była przepełniona. Zamiast planowanych 125 podchorążych w OSL uczyło się ich 170. W kolejnych miesiącach zaplecze socjalne szkoły rozrosło się. Wymianie uległy również samoloty, na których szkolili się uczniowie – maszyny pamiętające okres wojny polsko-bolszewickiej zastąpiono konstrukcjami rodzimymi lub pochodzącymi z zagranicznych zakupów. Pierwsza uroczysta promocja, obejmująca drugi rocznik podchorążych oraz dwunastu podchorążych z pierwszego, odbyła się 15 sierpnia 1928 roku. W jej trakcie na stopień podporucznika promowano 77 uczniów szkoły. Prymusem tej promocji został ppor. obs. Bronisław Bogucki, inicjator protestu podchorążych w 1926 roku.
W 1928 roku wszystkie szkoły oficerskie w Wojsku Polskim zostały przemianowane na szkoły podchorążych poszczególnych rodzajów wojsk. W związku z tym Oficerska Szkoła Lotnictwa została przekształcona w Szkołę Podchorążych Lotnictwa.